# Gabry Ponte
Gabriele (Gabry) Ponte (Turijn, 20 april 1973) is een Italiaanse dj die buiten Italië het bekendst is van zijn rol in de danceact Eiffel 65, die in 1999 een wereldwijde hit had met het nummer Blue (Da ba dee).
Gabry Ponte heeft tot 2005 deel uitgemaakt van Eiffel 65 en verliet toen de groep om zich te kunnen concentreren op de solocarrière die hij in 2001 gestart was. Hij werkte sindsdien veel samen met andere dj's, onder wie LUM!X, R3HAB en Sigala. Ponte scoorde diverse hits in Italië en was ook internationaal succesvol met singles als Monster (2019), Thunder (2021), We could be together (2022) en Born to love ya (2024).
In 2025 diende zijn nummer Tutta l'Italia als themalied van het Festival van San Remo. Kort daarna won Ponte met ditzelfde lied de San Marino Song Contest 2025, waardoor hij San Marino mocht vertegenwoordigen op het Eurovisiesongfestival 2025 in Bazel, Zwitserland. Hij wist met zijn nummer de finale te behalen. In de finale kreeg hij 9 punten van de vakjury's. Met een totaal van 27 punten eindigde hij uiteindelijk op de 26e plaats.

## Discografie
Zie ook discografie Eiffel 65.

### Singles
| Single met eventuele hitnotering(en) in de Nederlandse Top 40 | Datum van verschijnen | Datum van binnenkomst | Hoogste positie | Aantal weken | Opmerkingen                   |
| ------------------------------------------------------------- | --------------------- | --------------------- | --------------- | ------------ | ----------------------------- |
| Thunder                                                       | 2021                  | 02-10-2021            | 8               | 11           | met LUM!X & Prezioso          |
| Call Me                                                       | 2022                  | 05-02-2022            | 34              | 9            | met R3HAB & Timmy Trumpet     |
| We Could Be Together                                          | 2022                  | 02-07-2022            | 10              | 20           | met LUM!X & Daddy DJ          |
| Rely on Me                                                    | 2022                  | 12-11-2022            | tip13           | 8            | met Sigala & Alex Gaudino     |
| Forget You                                                    | 2023                  | 18-03-2023            | tip18           | 4            | met LUM!X & Alida             |
| Born to Love Ya                                               | 2024                  | 26-10-2024            | 21              | 12           | met Sean Paul & Natti Natasha |

| Single met hitnotering(en) in de Vlaamse Ultratop 50 | Datum van verschijnen | Datum van binnenkomst | Hoogste positie | Aantal weken | Opmerkingen                                  |
| ---------------------------------------------------- | --------------------- | --------------------- | --------------- | ------------ | -------------------------------------------- |
| Beat on My Drum                                      | 22-10-2012            | 10-11-2012            | 30              | 5            | met Belle Pérez, Pitbull & Sophia Del Carmen |
| Monster                                              | 2019                  | 14-09-2019            | tip1            | -            | met LUM!X                                    |
| Thunder                                              | 2021                  | 18-12-2021            | 4               | 28           | met LUM!X & Prezioso                         |
| We Could Be Together                                 | 2022                  | 23-07-2022            | 27              | 17           | met LUM!X & Daddy DJ                         |
| Born to Love Ya                                      | 2024                  | 16-11-2024            | 15              | 20           | met Sean Paul & Natti Natasha                |

### Overige singles
- "Got to Get" (2001)
- "Time to Rock" (2002)
- "Geordie" (2003)
- "the Man in the Moon" (2003)
- "de Musica Tonante" (2003)
- "la Danza delle Streghe" (2003)
- "Figli di Pitagora" (in samenwerking met Little Tony) (2004)
- "Depends On You" (2004)
- "Sin Pararse" (in samenwerking met Ye Man) (2004)
- "la Libertá" (2006)
- "I Dream of You" (2007)

### Ep's

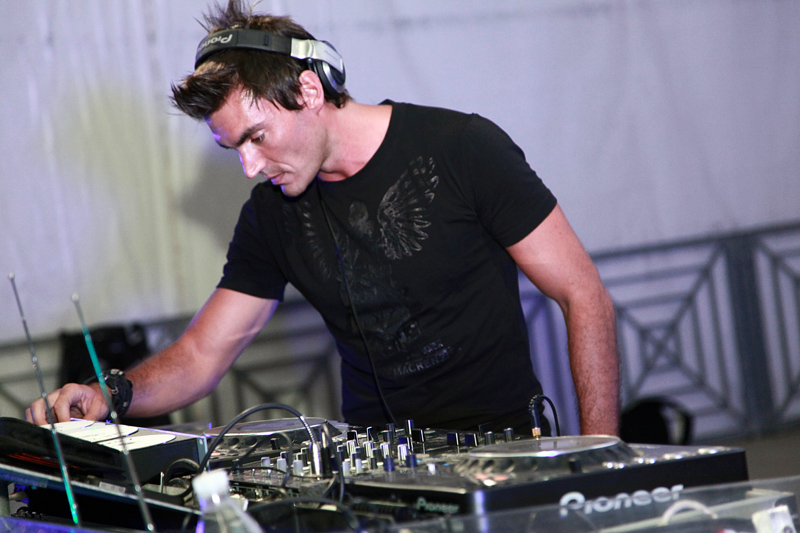
Gabry Ponte, 2011

- Modern Tech Noises According to Gabry Ponte (2006)
  - Electro Muzik is Back
  - U.N.D.E.R.G.R.O.U.N.D.
- Love Songs in the Digital Age According to Gabry Ponte (2007)
  - the Point of no Return
  - the Point of no Return (Bufalo & D-Deck Remix)
  - Now & Forever (One Night Stand Cut)
  - Geordie (EuroTrance Remix)
  - la Libertá (Hard Love Remix)
- Tunes from Planet Earth According to Gabry Ponte (2007)
  - the Point of no Return (Night Shifters Remix)
  - Movin' On (2007 Re-Work)
  - Never Leave you Alone (the 10 Dance Movements Remix)